# Риё, Жан де
Жан де Риё (фр. Jean de Rieux; ум. 1594) — французский авантюрист времён Лиги.
Был внуком известного кузнеца из Ретонда. В Лигу вступил в 1588 году, получив в скором времени в ней звание капитана и денежное довольствие. Во время гражданских междоусобиц с успехом отстаивал замок Пьерфон от нападений герцога д’Эпернона (в марте 1591 года) и маршала Бирона; вовремя подоспел с подмогой (отрядом в тысячу человек) в Нойон, во время осады последнего королём Генрихом IV. Известна его попытка пленить Генриха IV в Компьенском лесу (1593): им был устроена засада, не увенчавшаяся успехом только по непредвиденной случайности (бандитов заметил крестьянин). Захваченный королевским отрядом из Компьена в 1593 году во время разбойнического нападения на мирных путешественников, Риё был повешен в Компьене в марте 1594 года.